# Timocsánok
A timocsánok déli szláv nép volt, amelyik a Timok folyóról kapta a nevét. A 9. század elején az Avar Birodalom déli határán laktak a Timok völgye mellett a Szerémségben és Szlavónia keleti részén. Az Avar Birodalom felbomlása után területüket a bolgárok vonták fennhatóságuk alá. 820-ban Sirmiumot, 827-ben a Szerémséget és Kelet-Szlavóniát,  bár utóbbit a Frank Birodalom valószínűleg már 832-ben visszafoglalta és a Szlavóniai Fejedelemséghez csatolta. 